# Emotions (album Mariah Carey)
Emotions è il secondo album in studio di Mariah Carey, pubblicato negli Stati Uniti il 17 settembre 1991, sotto etichetta Columbia Records.
L'album è composto soprattutto da ballate e canzoni dance scritte da Mariah, Walter Afanasieff, Clivilles & Cole e Carole King.
A differenza di quanto avvenuto per il primo album, Mottola accettò che Mariah producesse i propri pezzi.
Il primo singolo estratto,"Emotions", giunge brevemente alla posizione numero 1º della Billboard Hot 100, rendendo Mariah la prima ed unica artista musicale ad aver lanciato al numero uno in classifica i primi cinque singoli. La cantautrice viene nominata ai Grammy Awards nelle categorie "Producer of the Year" e "Best Female Pop Vocal Performance" per Emotions, Inoltre da Emotions tutti gli album di Mariah fino a The emancipation of Mimi venderanno almeno 1 milione di copie in giappone, record insolito per un'artista statunitense.

## Lavorazione del disco
Dopo il clamoroso successo dell'album di debutto, Mariah Carey e i produttori della Sony/Columbia intendono seguire l'onda del successo; la cantante ottiene finalmente la possibilità di produrre e di scegliere i produttori con cui lavorare; sono 3 le opzioni da valutare: si può rimandare il secondo album puntando su un quinto singolo da estrarre dall'album di debutto; si può rimandare la lavorazione del secondo album, prendendosi anche un paio d'anni per lavorarci con calma; si può, sull'onda del successo dell'album di debutto, lavorare al secondo album in pochi mesi e pubblicarlo entro l'anno (1991); quest'ultima è la scelta finale.
Dopo una disputa contrattuale, Ben Margulies lascia il suo rapporto professionale e personale con Mariah Carey, sciogliendo il contratto stipulato l'anno prima.
I produttori della Sony/Columbia propongono alcuni produttori alla cantante, tra cui Narada Michael Walden; Mariah, dopo l'esperienza della lavorazione di "I don't wanna cry" dell'anno precedente, scarta qualsiasi possibilità di tornare a lavorare con Walden, preferendo invece la collaborazione di Walter Afanasieff: i due si erano già conosciuti l'anno prima e avevano scritto insieme "Love takes time".
Memore della bella esperienza professionale, Mariah sceglie Afanasieff come produttore; per il nuovo album i due scrivono e co-producono "Can't let go", "So blessed", "And you don't remember" e "Till the end of time".
Mariah sceglie di proporre pezzi hip-hop per quest'album, ma la scelta viene bocciata dai produttori esecutivi, che le impongono di incidere pezzi dance; vengono quindi contattati David Cole e Robert Clivillès della C&C Music Factory. Insieme a loro, Mariah scrive "Make it happen" e "You're so cold"; quest'ultima viene scelta come singolo di lancio per la nuova promozione; tuttavia i pezzi dance erano troppo pochi rispetto alle ballate e Mariah torna alla C&C Factory per scrivere ancora; insieme ai due produttori e ispirata dalla canzone del gruppo The Emotions, Best of My Love, Mariah scrive quello che sarà effettivamente il singolo di lancio, "Emotions", seguita da "To be around you".
Durante la lavorazione, Mariah riceve una telefonata inaspettata: la cantante Carole King, rimasta impressionata dal talento della giovane. Carole King, propone a Mariah di registrare una cover dello storico pezzo "A Natural Woman", ma la giovane cantante, declina la gentile offerta, proponendo una collaborazione per un pezzo nuovo, da scrivere insieme; detto fatto, le due scrivono "If it's over", suonato dalla stessa King al pianoforte.
Decisa a dare all'album un'atmosfera più soul del precedente, Mariah sceglie il famoso "The Wind" del jazzista Russell Freeman, riscrivendone le parole; il nome del pezzo viene inizialmente indicato come titolo dell'album, ma la scelta cade all'ultimo su "Emotions", dal nome del singolo di lancio.
Il secondo album di Mariah Carey, Emotions è pronto per la pubblicazione.

## Pubblicazione e successi
Emotions viene pubblicato negli USA il 17 settembre 1991.
L'album debutta nella Billboard 200 alla posizione numero 4º, vendendo 129 000 copie e restando nella TOP20 per le successive 77 settimane; la sua 4ª posizione in classifica sarà la più bassa, tra gli album della cantante, fino alla pubblicazione dell'album Glitter.
Se negli USA il successo è più misurato rispetto al precedente, in Canada e in Australia l'album viene certificato 2 volte Disco di Platino, mentre viene certificato Disco d'Oro in Brasile.
Nel mondo, l'album Emotions ha venduto 14 milioni di copie. Di cui 4 milioni negli Stati Uniti.
La promozione dell'album vede l'uscita di 3 singoli e un concerto (il primo di Mariah Carey) per il programma televisivo MTV Unplugged.
Il primo singolo, "Emotions", raggiunge la prima posizione nella Billboard Hot 100, scrivendo per la cantante il record di numeri 1 per i 5 primi singoli consecutivi dal debutto.
Il record raggiunto viene interrotto dal singolo successivo, "Can't let go", che raggiunge "soltanto" la 2ª posizione. A novembre, Mariah si reca al programma televisivo Saturday Night Live, dove interpreta in maniera magistrale sia "Can't let go", che il pezzo soul scritto con Carole King, "If it's over"; quest'ultimo viene eseguito anche la sera dei Grammy Awards '92.
Il terzo singolo estratto è "Make it happen", pezzo molto importante per Mariah, e soprattutto molto autobiografico; nonostante le speranze della cantante, e nonostante un discreto successo anche radiofonico, il singolo raggiunge la 5ª posizione in classifica.
Per un periodo ci fu l'intenzione di lanciare Till The End Of Time, la penultima traccia del disco, come singolo. Tuttavia il lancio di questa canzone fu esclusivamente promozionale (poiché non esiste nessun disco singolo che la contenga) e trasmessa dalle radio di alcuni Paesi, tra cui il Messico. Tuttavia, considerando lo scarsissimo successo radiofonico che ebbe questa canzone, ed il fatto che l'etichetta discografica intendesse puntare in misura maggiore nella versione unplugged di "I'll be there" (contenuta nell'album successivo), il singolo non fu mai promosso adeguatamente. Inoltre, a differenza di altre canzoni della cantante di minor successo, questo pezzo non fu mai inserito in nessuna compilation di successi di Mariah Carey.
Con il successo del concerto tenuto per il programma televisivo MTV Unplugged e la sua pubblicazione come album nell'estate '92, la promozione di Emotions viene interrotta.

## Tracce
1. Emotions – 4:08 (Mariah Carey, David Cole, Robert Clivillés)
2. And You Don't Remember – 4:27 (Mariah Carey, Walter Afanasieff)
3. Can't Let Go – 4:27 (Mariah Carey, Walter Afanasieff)
4. Make It Happen – 5:07 (Mariah Carey, David Cole, Robert Clivillés)
5. If It's Over – 4:38 (testo: Mariah Carey – musica: Carole King, Mariah Carey)
6. You're So Cold – 5:05 (Mariah Carey, David Cole)
7. So Blessed – 4:13 (Mariah Carey, Walter Afanasieff)
8. To Be Around You – 4:37 (Mariah Carey, David Cole)
9. Till the End of Time – 5:35 (Mariah Carey, Walter Afanasieff)
10. The Wind – 4:41 (Mariah Carey, Russell Freeman)

Durata totale: 46:58

## Posizioni in classifica
| America del Nord                     | Max posizione |
| ------------------------------------ | ------------- |
| USA Billboard 200                    | 4             |
| USA Billboard Top R&B/Hip-Hop Albums | 6             |
| Canada                               | 5             |
| Europa                               | Max posizione |
| UK                                   | 4             |
| Olanda                               | 7             |
| Svezia                               | 13            |
| Svizzera                             | 15            |
| Italia                               | 16            |

| Oceania       | Max posizione |
| ------------- | ------------- |
| Nuova Zelanda | 6             |
| Australia     | 8             |